# Horse Bluff
Das Horse Bluff (englisch für Pferdesteilufer) ist ein Kliff an der Rymill-Küste des Palmerlands auf der Antarktischen Halbinsel. Es ragt auf der Westseite der Tindley Peaks oberhalb des George-VI-Sunds auf.
Der British Antarctic Survey kartierte es 1970 und benannte es nach einer auffälligen Formation auf dem Kliff, die an einen Pferdekopf erinnert.